# Lauri Vaska
Lauri Vaska (7. května 1925, Rakvere – 15. listopadu 2015, Basking Ridge, New Jersey) byl estonsko-americký chemik, známý především svým přínosem v oblasti organokovové chemie. Narodil se v Estonsku, ale po druhé světové válce emigroval do Spojených států amerických, kde působil jako profesor na Clarkson University v Postupimi ve státě New York.
Jeho nejvýznamnějším objevem byl Vaskův komplex, což je organokovová sloučenina karbonylchloridobis(trifenylfosfan)iridium(I) se vzorcem [IrCl(CO)(PPh3)2]. Komplex je známý tím, že váže a aktivuje molekulární O2 a H2. Lauri Vaska tak přispěl k pochopení mechanismů aktivace kyslíku a vodíku, při kterých se jejich neaktivní forma přeměňuje na reaktivnější formu, která může vstupovat do chemických reakcí. Obě tyto reakce nyní hrají důležitou roli v katalýze, organické syntéze, biologických systémech i průmyslových aplikacích. Objev Lauri Vaska tak měl dopad na vývoj moderních katalyzátorů využívaných v průmyslové chemii.

## Vzdělání a kariera

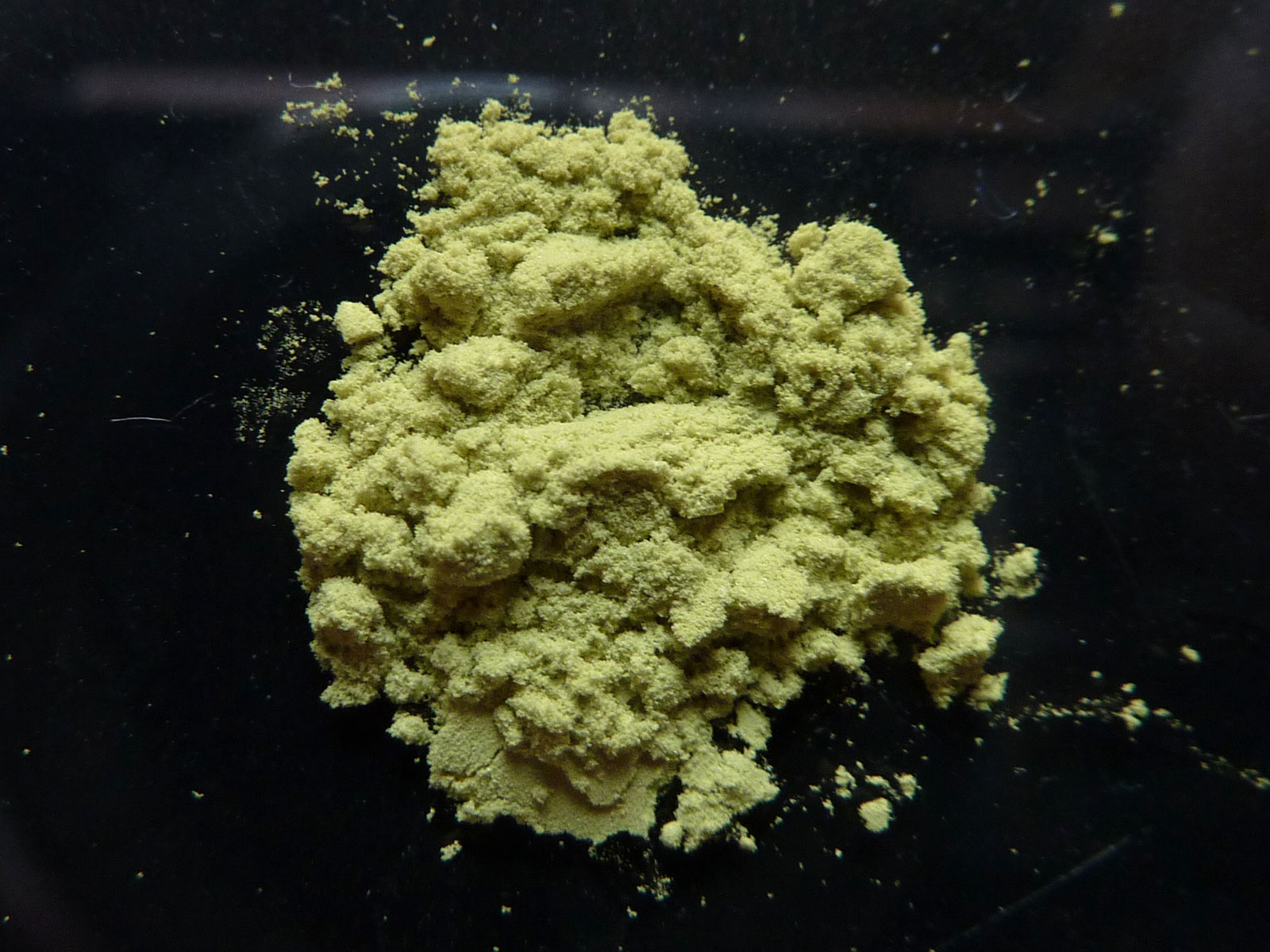
Vzhled Vaskova komplexu

Lauri Vaska se narodil v Rakvere v Estonsku. V roce 1946 ukončil studium na Baltské univerzitě v Hamburku v Německu a v letech 1946–1949 studoval na Univerzitě Georga Augusta v Göttingenu, kde získal bakalářský titul.
V roce 1952 emigroval do Spojených států a v roce 1956 získal doktorát z anorganické chemie na Texaské univerzitě v Austinu. V letech 1956 až1957 byl postdoktorandem na Severozápadní univerzitě v Evanstonu v Illinois, kde prováděl výzkum magnetochemie.
V roce 1957 přijal místo vědeckého pracovníka na Mellonově institutu v Pittsburghu v Pensylvánii, kde zůstal až do roku 1964. Tento institut hostil řadu budoucích chemiků, včetně nositele Nobelovy ceny Paula Lauterbura a R. Bruce Kinga, který významně přispěl k rozvoji organokovové chemie, včetně syntézy, spektroskopie a teorie.

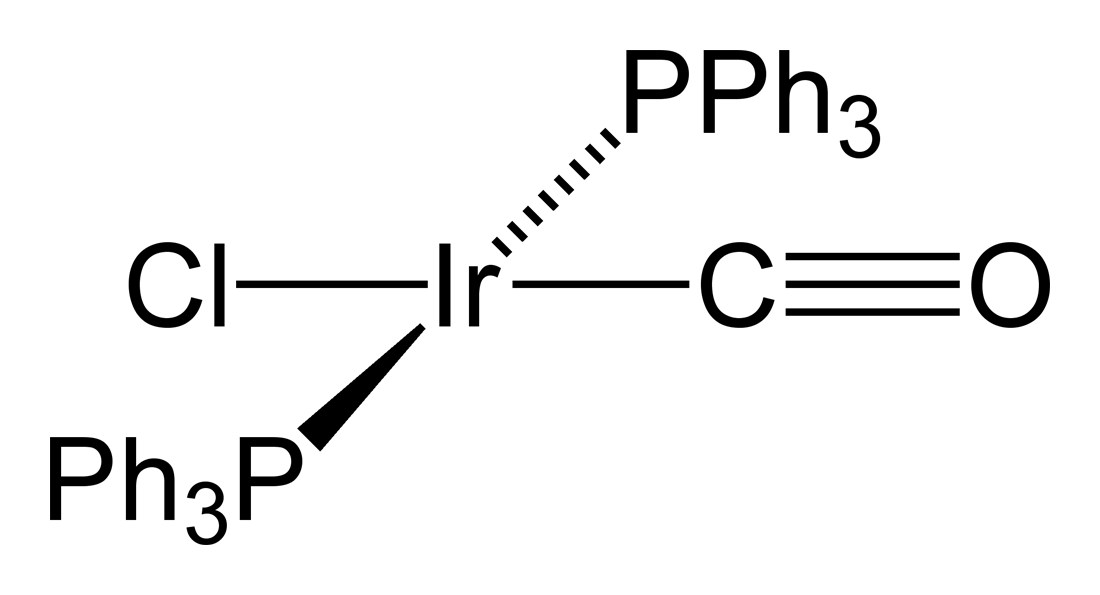
Zjednodušený vzorec Vaskova komplexu

V roce 1964 začal Lauri Vaska již jako docent působit na Clarksonově univerzitě v Postupimi ve státě New York. Věnoval se zde především koordinační chemii přechodných kovů, homogenní katalýze a organokovové i bioanorganické chemii. Jeho nejvýznamnějším objevem byl Vaskův komplex. O těchto tématech publikoval přes osmdesát odborných článků.
Od roku 1990 až do své smrti zde působil jako emeritní profesor chemie. Lauri Vaska byl ženatý s texaskou umělkyní Elaine Tuckerovou. Měli čtyři syny a dceru.
Lauri Vaska zemřel v Basking Ridge v New Jersey v roce 2015 ve věku 90 let.

## Výzkum

### Vaskův komplex

Podrobnější vzorec Vaskova komplexu

V roce 1962 spolu s americkým chemikem John W. DiLuzio poprvé popsal organickou sloučeninu obsahující iridium, která se stala známou jako Vaskův komplex – karbonylchloridobis(trifenylfosfan)iridium(I) se vzorcem trans-IrCl(CO)[P(C6H5)3]2. Molekula této látky má čtvercovou rovinnou geometrii s centrem tvořeným atomem iridia, na které jsou ve vzájemné poloze trans navázány dva trifenylfosfinové ligandy, oxid uhelnatý a chloridový anion.
Ve spolupráci s řadou spolupracovníků prokázal, že tento iridiový komplex podléhá reakcím s malými molekulami. Tyto reakce se obecně nazývají oxidativní adice. Například váže molekulární H2 za vzniku dihydridu a reverzibilně váže i molekulární O2, což byl tehdy neočekávaný objev.

### Oxidativní adice
Oxidativní adice je typická reakce v organokovové chemii, při níž se kovalentní vazba mezi dvěma atomy (například H–H, C–H, C–C, O-O nebo C–X, kde X je halogen) rozštěpí a oba její fragmenty se připojí k centrálnímu kovovému komplexu (například Vaskův komplex). Tento proces vede ke zvýšení oxidačního čísla kovu a ke zvýšení jeho koordinačního čísla. Obecně lze oxidativní adici popsat rovnicí:
LnM+X–Y→LnM(X)(Y)
- M je centrální kov,
- L jsou ligandy,
- X–Y je přidávaná molekula, jejíž vazba se štěpí.

### Aktivace molekulárního vodíku
Vodík je ve své molekulární formě relativně nereaktivní, protože má silnou kovalentní vazbu H–H (435 kJ/mol). Aktivace vodíku znamená rozštěpení této vazby a vytvoření reaktivních forem, které mohou být zapojeny do katalytických procesů.
Některé přechodné kovy (iridium, rhodium a rhenium) mohou aktivovat H2 pomocí oxidativní adice, kdy se H2 váže na kov a dochází k jeho rozštěpení. Například Vaskův komplex [IrCl(CO)(PPh3)2] je známý tím, že váže a aktivuje H2.
Lauri Vaska tak přispěl k pochopení aktivace molekulárního vodíku (H2) v katalýze. Tento proces hraje zásadní roli v průmyslové katalýze, organické syntéze a energetických aplikacích, například v palivových článcích.

### Aktivace molekulárního kyslíku
Aktivace molekulárního kyslíku (O2) je významný proces v chemii a biochemii, při kterém se neaktivní forma kyslíku přeměňuje na reaktivnější druhy, které mohou vstupovat do chemických reakcí. Tento proces hraje důležitou roli v katalýze, biologických systémech i průmyslových aplikacích.
Molekulární kyslík je diamagnetický a má relativně nízkou reaktivitu. Pokud se však váže na přechodné kovy (například železo, měď, iridium), může být aktivován a zapojen do katalytických reakcí. Například Vaskův komplex je známý tím, že reverzibilně váže molekulární kyslík.

## Dílo a uznání
- Lauri Vaska – J. W. DiLuzio: Carbonyl and Hydrido-Carbonyl Complexes of Iridium by Reaction with Alcohols. Hydrido Complexes by Reaction with Acid (Karbonylové a hydrido-karbonylové komplexy iridia při reakci s alkoholy. Hydridokomplexy při reakci s kyselinou), 1961
- Lauri Vaska – J. W. DiLuzio: Activation of Hydrogen by a Transition Metal Complex at Normal Conditions Leading to a Stable Molecular Dihydride (Aktivace vodíku komplexem přechodného kovu za normálních podmínek vedoucí ke stabilnímu molekulárnímu dihydridu), 1962
- V roce 1971 obdržel Lauri Vaska Cenu Borise Pregela za výzkum v chemické fyzice od New York Academy of Sciences
- V roce 1981 byl zvolen členem Americké asociace pro pokrok ve vědě za průkopnickou práci v organokovové chemii přechodných kovů a syntetických nosičích kyslíku.